# Federalistická strana
Federalistická strana neboli Federalisté (anglicky Federalist Party) byla jedna z politických stran, které vznikly po založení Spojených států amerických. Tato konzervativní strana se zformovala v roce 1791 pod vedením Alexandra Hamiltona a Johna Adamse. K federalistům náleželi vesměs bohatí obchodníci a bankéři ze severu a severovýchodu Unie, většina důstojníků armády, duchovní a obecně vzdělaní lidé. Strana prosazovala větší spolupráci s Francií, centrální vládu a co nejrychlejší přeměnu USA v průmyslově vyspělou zemi. Rovněž trvala na tom, aby možnost volebního práva závisela na majetku voliče. Federalista, ministr financí Hamilton, vypracoval takový finanční program, podle něhož měla vláda podporovat obchodníky a bankéře. Tvrdě bylo trestáno neplacení daní a daňové podvody. Drobní rolníci, zemědělci, řemeslníci a dělníci však vlivem Hamiltonovy finanční politiky naopak upadali do dluhů. Už tehdy docházelo k postupnému odcizování Severu a Jihu USA. Příznivcem federalistů byl i prezident George Washington. Názorově opačnou stranou byli demokratičtí republikáni.